# Comuna Dobrîn, Volodarsk-Volînskîi
Dobrîn (în ucraineană Добринська сільська рада) este o comună în raionul Volodarsk-Volînskîi, regiunea Jîtomîr, Ucraina, formată din satele Dobrîn (reședința), Hubenkove, Huta-Dobrîn și Iemîlivka.

## Demografie
Componența lingvistică a satului Dobrîn
     Ucraineană (98,83%)
     Alte limbi (0,94%)
Conform recensământului din 2001, majoritatea populației satului Dobrîn era vorbitoare de ucraineană (98,83%), existând în minoritate și vorbitori de alte limbi.